# 長谷川宣以

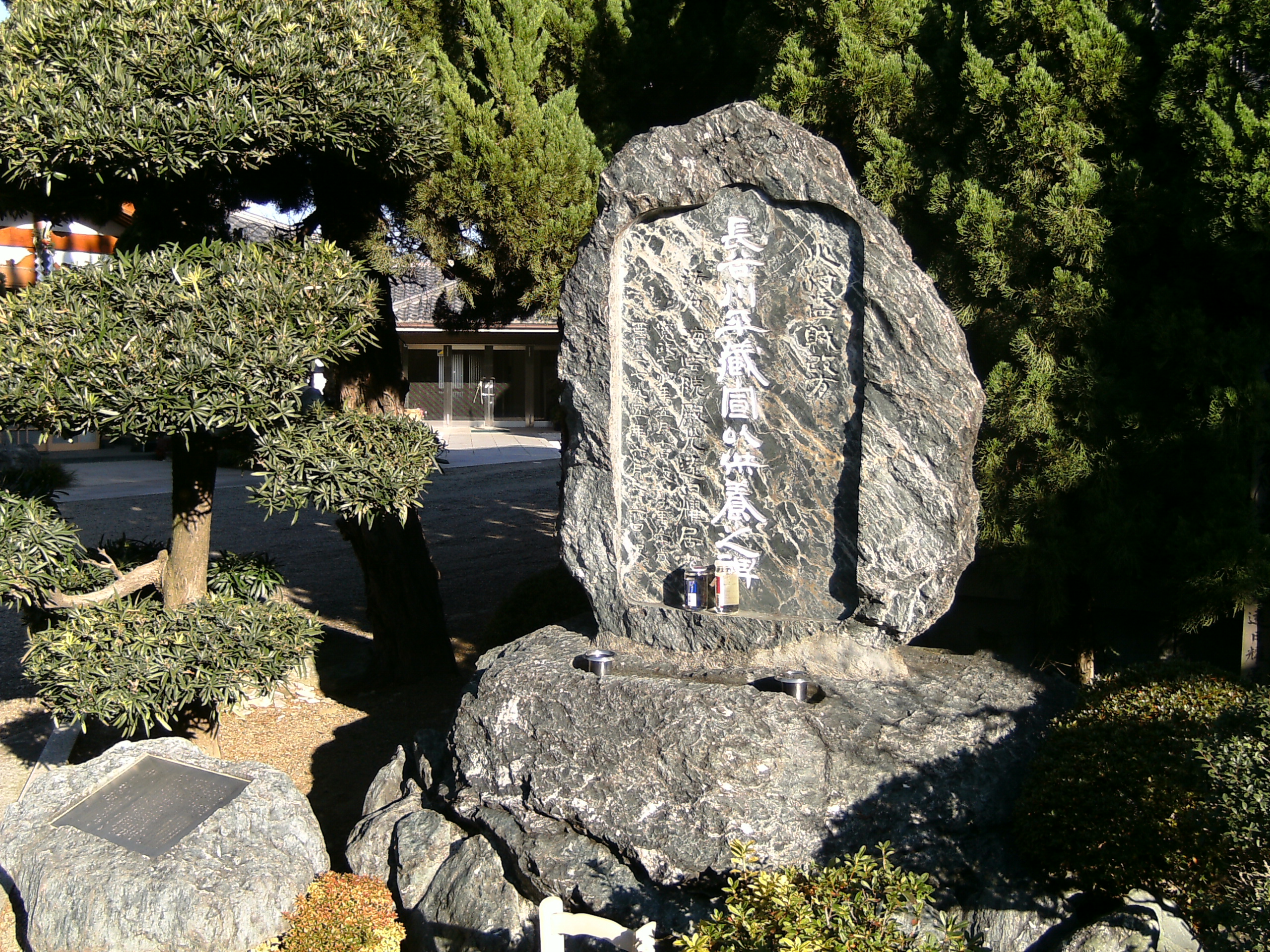
戒行寺の長谷川平蔵宣以供養之碑。

長谷川 宣以（はせがわ のぶため）は、江戸時代中期の旗本。寛政の改革期に火付盗賊改役を務め、人足寄場を創設した。通称は平蔵（）。
長谷川平蔵の名は、池波正太郎の時代小説『鬼平犯科帳』の主人公「鬼平」として、日本の時代小説・時代劇ファンに知られている。

## 生涯
延享3年（1746年）、400石の旗本である長谷川平蔵宣雄の長男として生まれる。母の名は不詳で、『寛政重修諸家譜』には「某氏」と記されているが、研究家の滝川政次郎・釣洋一・西尾忠久は宣雄の領地の農民・戸村品左衛門の娘ではなかったかとしている。
幼名は銕三郎（）、あるいは銕次郎（）（銕は鉄の異体字）。
明和5年（1768年）12月5日、23歳の時に江戸幕府10代将軍・徳川家治に御目見し、長谷川家の家督相続人となる。時期は不明であるが旗本の大橋与惣兵衛親英の娘と結婚し、明和8年（1771年）に嫡男である宣義を授かっている。
青年時代は放蕩無頼の風来坊だったようで、「本所の銕」などと呼ばれて恐れられたと記録にある。父の宣雄は小十人頭、先手弓頭を経て安永元年（1772年）10月に京都町奉行の役に就き、宣以も妻子と共に京都に赴く。安永2年（1773年）6月22日、宣雄が京都で死去した。宣以は父の部下の与力・同心たちに「まあ皆さんがんばってください。私は江戸で英傑といわれるようになってみせる」と豪語して江戸に戻った。同年9月8日に30歳で長谷川家の家督を継いで通称を父と同じ平蔵に改め、小普請組支配長田備中守組に入った。
小普請時代の宣以は、父が貯めた金も使い果たし、遊廓へ通いつめて当時はやりの「大通」といわれた粋な服装をしていたと伝えられるが、家督を継承した翌年の安永3年（1774年）には400石取りの旗本が幕府の役職に初めて就く場合の一般的なコースである両番（書院番・小姓組）への番入りを果たし、西丸書院番（将軍世子の居住する江戸城西ノ丸御殿に配置された書院番）の番士に任ぜられた。翌年には儀礼の場での贈答品を周旋する進物番への出役を命ぜられる。
天明4年（1784年）、39歳で徒歩組の指揮官である西丸徒頭、天明6年（1786年）、41歳で番方（武官）の要職である先手弓頭に任ぜられた。
天明7年（1787年）9月9日、42歳の時に宣以は老中・松平定信の人事で先手頭の中から冬期に限って兼務を命じられる火付盗賊改方の当分加役となり、翌天明8年（1788年）4月に加役を免じられた後、10月に先手頭1名が通年で兼務する本役の火付盗賊改方加役となった。『よしの冊子』（松平定信の家臣・水野為長が、世情を定信に伝えるために記録した風聞書）によると、宣以の評判は悪く「長谷川宣以のようなものを、なんで加役に仰せ付けるのか」と同僚の旗本たちは口々に不満を訴えたという。
宣以は部下の与力や同心達に厭わず酒食を与え、町方の者が盗賊を連れてくれば気前よく蕎麦などを振舞った。庶民からは「本所の平蔵さま」「今大岡」と呼ばれ、非常に人気があった。「よしの冊子」には当時のことを長谷川はさして評判がよくなかったが町方で受けがよく、定信も「平蔵ならば」と言うようになったと書かれている。
寛政元年（1789年）4月、関八州を荒らしまわっていた大盗、神道（真刀・神稲）徳次郎一味を一網打尽にし、その勇名を天下に響き渡らせる。また、寛政3年5月3日（1791年6月4日）には、江戸市中で強盗および婦女暴行を繰り返していた凶悪盗賊団の首領・葵小僧を逮捕、斬首した。逮捕後わずか10日という異例の速さで処刑している。
寛政元年（1789年）、松平定信に人足寄場設置を建言し認められ寄場建設運営の指揮を執り、江戸石川島に収容所を設け、無宿人、刑期を終えた浮浪人などに大工、建具、塗物などの技術を修得させ、その更生をはかった。

宣以は町奉行になることを望んでおり、寛政3年（1791年）、町奉行が空席になると宣以が下馬評にあがったが最終的に別の者が奉行になった。宣以が奉行になれなかった理由は番方の先手頭の兼職である火付盗賊改から町奉行になったという先例がなく、町奉行になるための慣例である目付を務めた経験もなかったからだった。宣以はどれだけ出精しても出世できないことを愚痴り、「越中殿（定信）の信頼だけが心の支え」と勤務に励んでいたという。

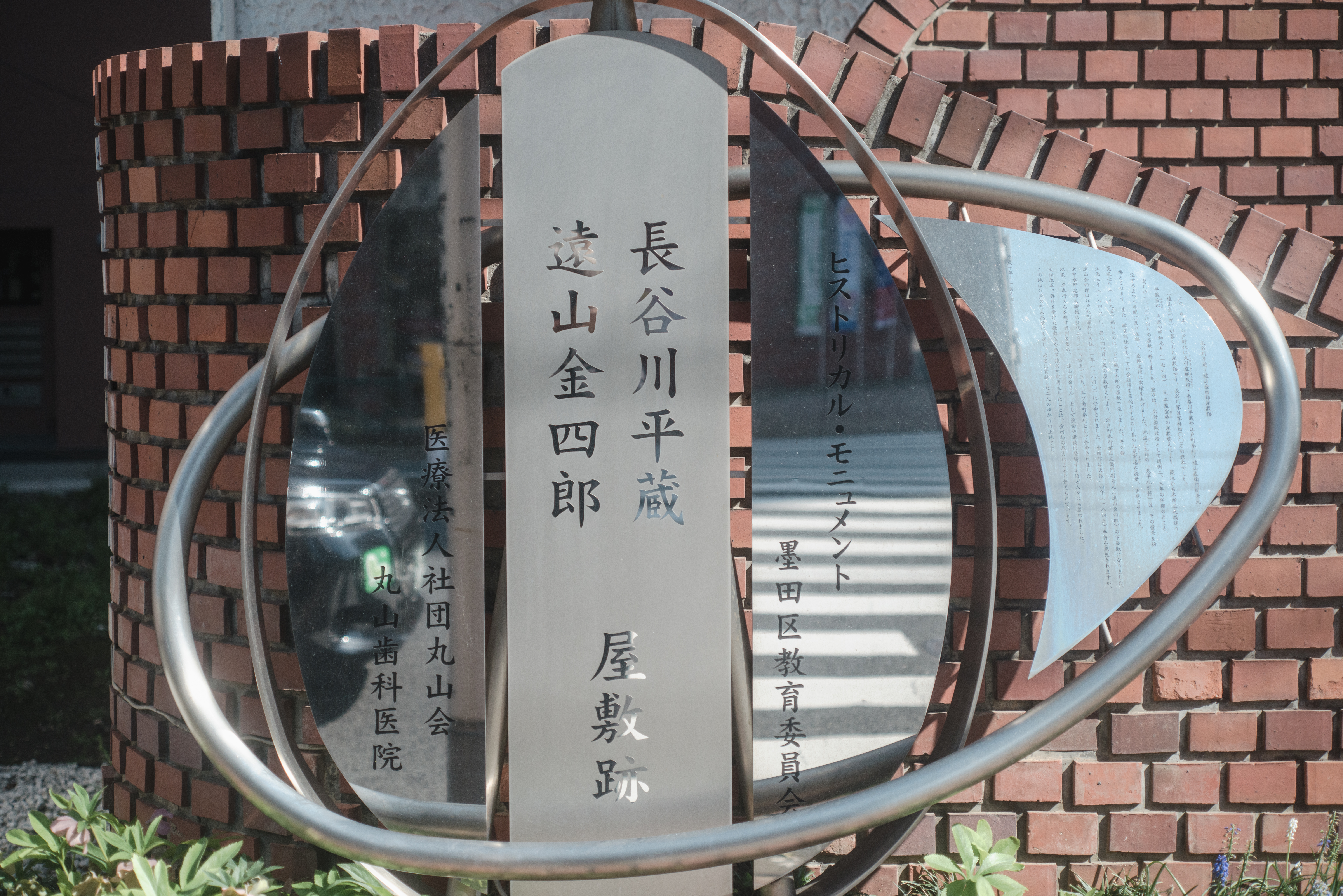
長谷川平蔵遠山金四郎屋敷跡

だが、その頼みとした定信も寛政5年（1793年）に失脚した。寛政7年（1795年）、50歳で病気となり、11代将軍・徳川家斉から懇ろな労いの言葉を受け、「瓊玉膏」（けいぎょくこう）を下賜されたが、間もなく死去した。
東京都新宿区須賀町の戒行寺に供養碑がある。戒名は「海雲院殿光遠日耀居士」（かいうんいんでんこうえんにちようこじ）。長谷川家の家督は嫡子宣義が継いだ。次男・正以は長谷川正満の養子となった。
なお、長谷川宣以の住居跡には、数十年後に江戸町奉行となる遠山景元が居を構えた。

## 人足寄場の設立
長谷川宣以の名が歴史に残ったのは人足寄場の創設に貢献したことが大きい。後年定信が執筆した自叙伝『宇下人言』には、人足寄場の設置を次のように書いている。
人足寄場以前、幕府は無宿人対策として宝暦9年（1759）に江戸の無宿人達を捕らえ佐渡金山の人足として送り込む制度をはじめた。しかしこの対策にも限界があった。さらに田沼時代、安永9年（1780年）に南町奉行牧野成賢が深川茂森町に設立した無宿養育所というものを設置した。定信はこの無宿養育所について言及しているが当時は千数百人を捕らえ放り込んだが、そのうち千人以上が死んだという。定信はこれら過去の無宿人対策を参考に人足寄場の制度を考えたと思われる。そして「志ある人」を募ったところ名乗りをあげたのが長谷川宣以であった。寛政元年（1789年）そうして名乗りを上げた宣以は「寄場起立」と題した建議書を定信に提出し認められたことにより宣以が指揮をとることとなった。
人足寄場の初年度の予算は米5,000俵・金500両と限られていた。また、巷に溢れかえっている無宿の可及的速やかな掃討が望まれていた。そのためには収容所をなるべく短時日かつ安価に作り上げなければならなかった。宣以は予算節約のために地ならしなどの寄場建設作業を寄場人足にやらせ費用節約に勤しんだ。翌年、人足寄場の費用は米3,000俵・金300両と減らされた。この窮状を打破すべく宣以は定信の許可を得て官費を元に銭相場を使い寄場の費用を賄おうとした。宣以が行った銭相場を使った収入策について、日本中世・近世史を専門とする高木久史が自書『通貨の日本史』の中で説明している。高木は「（定信は）銭高への誘導も図った。実務を担ったのが火付盗賊改・長谷川宣以（平蔵）である（中略）ではなぜ平蔵は導いたのか。財政収入が目的である。銭安のときに銭を買い上げて流通量を減らし、銭高になったところで銭を支出すれば利益が出る。その利益を人足寄場の維持費にあてた」と書いている。
寄場内には病人小屋一棟も作られた。門、役所、見張番所を設け、対岸の江戸市街と連絡するため対岸の本湊町には舟着場が特設され、寄場には井戸も掘り、熱病を煩う者が多いため人足が希望したというので、稲荷の小祠まで建てられている。寄場内の収容者は大工、建具、塗物、紙漉き、米搗き、油絞り、牡蠣殻灰製造、炭団作り、藁細工などに従事した。これらの作業に対しての賃金の内の3分の1は強制的に積み立てさせられ、出所時に生業復興資金として渡された。
人足寄場の取り組みは今でいう軽度犯罪者・虞犯者に対して教育的・自立支援的なアプローチだった。定信は『宇下人言』で、人足寄場と宣以について「この人足寄場によって無宿人たちは自然と減り、犯罪も少なくなった。 すべて長谷川宣以の功績である。長谷川は利益を貪るために山師のような悪行をすると人々が悪く言うが、そうした者でないとこの事業は行えない」と語っている。

## 官歴
- 明和5年（1768年）12月5日：御目見（将軍：家治）
- 安永2年（1773年）9月8日：家督
- 安永3年（1774年）4月13日：西丸書院番
- 安永4年（1775年）11月11日：進物番
- 天明4年（1784年）12月8日：西丸徒頭、12月16日：布衣
- 天明6年（1786年）7月26日：先手弓頭
- 天明7年（1787年）9月19日：火付盗賊改方
- 天明8年（1788年）4月28日：辞火付盗賊改方、10月2日：火付盗賊改方
- 寛政7年（1795年）5月16日：辞火付盗賊改方、5月19日：死去

## フィクションにおける長谷川平蔵
池波正太郎の小説『鬼平犯科帳』、およびそれを原作としたテレビドラマ、漫画（作画さいとう・たかを）、テレビアニメーション（テレビ東京系）の主人公として知られている。『鬼平』における人物像については、鬼平犯科帳の登場人物を参照。
『鬼平』のテレビドラマ・劇場映画で長谷川平蔵を演じた俳優には、八代目松本幸四郎（初代松本白鸚）、丹波哲郎、萬屋錦之介、二代目中村吉右衛門、十代目松本幸四郎（ほかに青年時代を八代目市川染五郎）がおり、池波は八代目幸四郎をモデルに平蔵の人物像を作り上げた。
『鬼平』以外の作品にも登場することがあり、テレビドラマ『だましゑ歌麿』シリーズ（2009～2013年、テレビ朝日）では古谷一行が、『無用庵隠居修行』シリーズ（2017年～、BS朝日）では榎木孝明がそれぞれ演じた。2025年の大河ドラマ『べらぼう〜蔦重栄華乃夢噺〜』では、『鬼平』を演じた萬屋錦之介の大甥である中村隼人が、吉原で放蕩の限りを尽くした青年時代から演じている。